# Los tres a las seis
Los tres a las seis fue un programa de concurso de televisión en el cual tiene tres secciones: Descubre el personaje, Seleccione el canal y Escuchando y ganando, y fueron presentados por Tres presentadores de concursos en Colombia: Gloria Valencia de Castaño, Fernando González Pacheco y Jota Mario Valencia estos dos últimos tuvieron una gran rivalidad por ser el mejor presentador de concursos colombianos, el programa fue producido por Caracol Televisión y RTI Televisión ya que se filmaban en los Estudios GRAVI porque ambos eran propiedad las dos programadoras.

## Curiosidades
- La palabra Los tres a las seis proviene de: Los tres presentadores de concursos y porque se transmitía a las 6:00 PM
- Otros presentadores eran candidatos a presentar el programa como: Saúl García Vieira y Marco Aurelio Álvarez
- Los tres a las seis fue cancelado debido a la Crisis energética de 1992 en Colombia